# Humber (automerk)
Humber is een historisch Brits merk van fietsen, motorfietsen en auto's. In 1925 nam Humber Commer over en in 1928 Hillman. In 1931 werd Humber overgenomen door Rootes, dat in 1967 werd overgenomen door Chrysler.
Humber Ltd. was sinds 1870 een bekende Engelse rijwielfabriek. Ze was genoemd naar de oprichter Thomas Humber, hoewel het bedrijf al vroeg werd opgekocht door Terah Hooley. Hij splitste het bedrijf in drieën: In Beeston werden rijwielen en tricycles gemaakt, in Wolverhampton werden dezelfde producten in goedkopere uitvoeringen gemaakt en in Coventry bouwde men tandems en kinderdriewielers. De Humber-fietsenafdeling werd in 1932 overgenomen door Raleigh.

## Motorfietsen
In 1884 had Humber al een motorframe klaar. Vanaf 1898 experimenteerde men met gemotoriseerde twee- en driewielers. Een van de eigenaren, Harry John Lawson, eigenaar van MMC, bezat een patent voor de Léon Bollée-motor, maar de productie hiervan ging niet door vanwege een grote brand.
Lawson had nog een eigen fabriek en daar ging men een tandem met een MMC-benzinemotor en een elektrische tandem maken. In 1902 werd er een 344 cc motorfiets geproduceerd. Deze was ontworpen door Jonah Carver Phelon, die later met Harry Rayner voor zichzelf zou beginnen (zie P&M). Hij was gespecialiseerd in zogenaamde slopers en ook de eerste Humber was een sloper, in feite een P&M die door Humber in licentie gebouwd werd.
Latere Humber-modellen hadden 496-, 596- en 746 cc tweecilinder-zijklep-boxermotoren. Na 1923 concentreerde het merk zich op goede 347 cc eencilinders, zowel zij- als kopkleppers. De motorfietsproductie werd in 1930 beëindigd.

## Auto's
De eerste vierwielige Humber auto dateert van 1901. De productie vond plaats in Coventry, en in Beeston waar de duurdere modellen werden gebouwd. In 1908 werd de autofabricage in Beeston gestaakt. In 1913 was Humber de op een na grootste autoproducent van het Verenigd Koninkrijk. In 1925 werd Humber ook in de vrachtwagensector actief, door de overname van Commer. In 1928 werd Hillman overgenomen, maar in 1931 werd Humber zelf overgenomen door Rootes.
Tijdens de Tweede Wereldoorlog werd de productiecapaciteit ingezet voor militaire doeleinden. De civiele Humber Super Snipe werd in 1939 al aangepast voor militair gebruik. De militaire versie werd in diverse uitvoeringen gemaakt en zijn gedurende de gehele oorlog in gebruik geweest. Humber maakte ook pantserwagens. Van de Humber pantserwagen zijn er ongeveer 5.400 geproduceerd in diverse uitvoeringen en het was de meest geproduceerde Britse pantserwagen van de hele oorlog. Het prototype verscheen voor in 1940 en de productie begon in 1941. Het werd voor het eerst ingezet in Noord-Afrika en kwam verder in actie bij alle gevechten waarbij de Britten betrokken waren. In 1943 kwam een de Humber Scout Car in productie. Deze lichte pantserwagen werd gebruikt voor verbindings- en verkenningsdoeleinden. In de periode van 1943 tot 1945 zijn er ongeveer 4.300 exemplaren van gemaakt.
Na de oorlog bouwde Humber de viercilinder Humber Hawk en de zescilinder Super Snipe, terwijl er in 1963 ook de wat lichtere viercilinder Sceptre bij kwam. In 1967 werd de Rootes-Group overgenomen door Chrysler, dat in 1968 de productie van Humbers staakte.